# L'Ickabog
L'Ickabog (titre original : The Ickabog) est un conte de fées pour enfants de l'autrice britannique J. K. Rowling. L'histoire a été publiée en plusieurs parties par Rowling en ligne, avant sa publication officielle en novembre 2020,.

## Résumé
L'histoire se passe dans le royaume imaginaire de la Cornucopia. Il est constitué de quatre villes, ayant chacune une spécialité. Kurdsburg est spécialisée dans le fromage, Jéroboam dans le vin, Baronstown de tous types de viandes, et Chouxville dans les gâteaux.
Un jour, le roi Fred Sans Effroi, attendant une visite importante d'un roi voisin, fit travailler une couturière pendant plusieurs jours et nuits d'affilée. Cela la conduira à sa mort. Le roi Fred plein de remords, décida de ne plus être aussi vaniteux qu'auparavant et exauça son vœux ; aller à la chasse de L'Ickabog.

## Contexte et versions

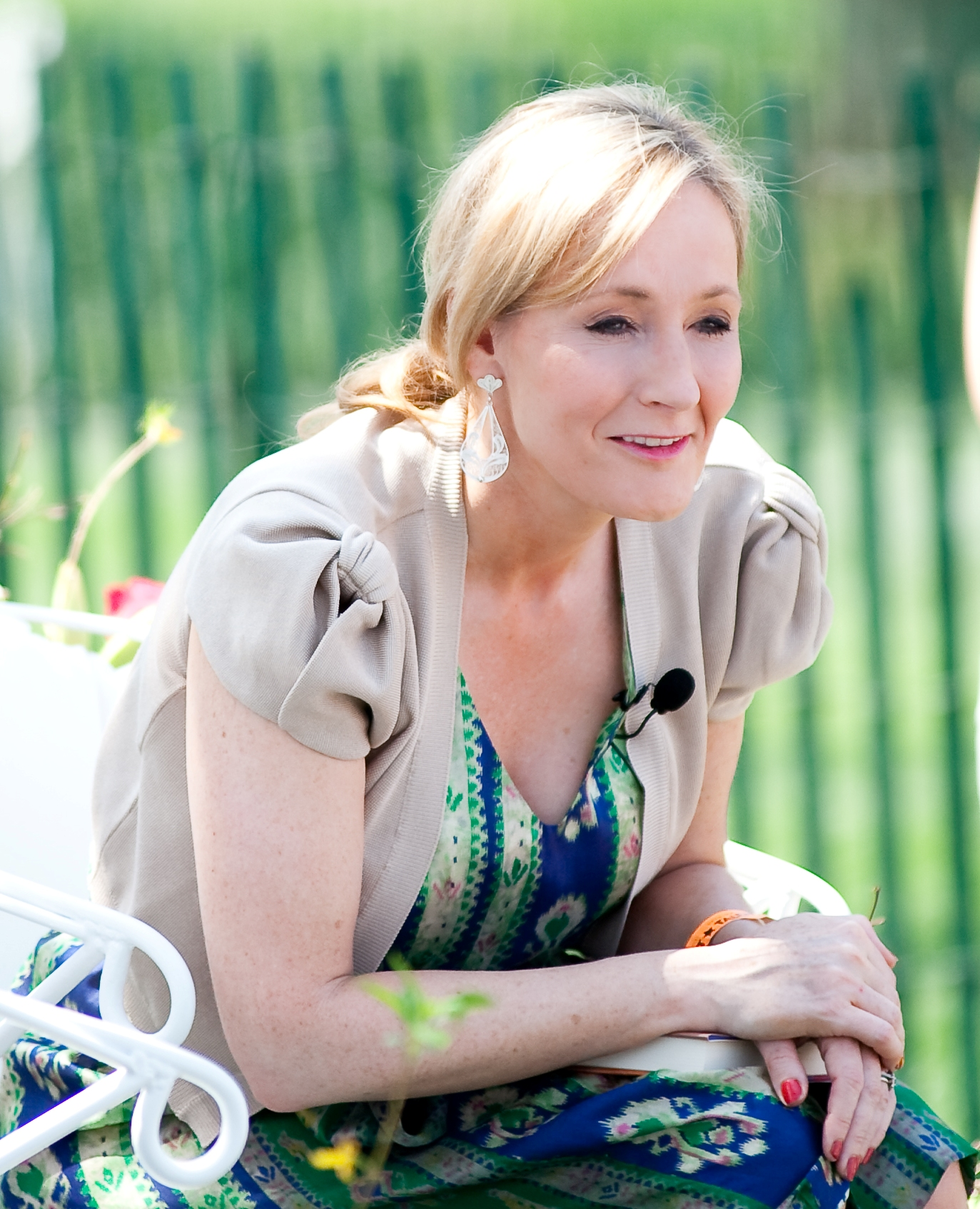
J. K. Rowling en 2010

L'Ickabog est destiné aux enfants de 7 à 9 ans. C'est le premier livre pour enfants écrit par J.K. Rowling qui n'évolue pas dans l'univers Harry Potter, et lors de son annonce, J. K. Rowling a confirmé que L'Ickabog ne serait pas un spin-off de Harry Potter. Rowling a décrit le livre comme un « conte de fées politique... pour des enfants légèrement plus jeunes ». Rowling a d'abord rédigé L'Ickabog entre 2003 et 2007 comme cadeau pour ses enfants. Elle avait l'intention de publier L'Ickabog après la série Harry Potter, mais s'est arrêtée pour se concentrer sur la fiction pour adultes. Elle a laissé le scénario de L'Ickabog dans son grenier jusqu'en 2020, à l'occasion du confinement dû au coronavirus, et raconte qu'elle s'est rendue à son 50e anniversaire en apportant le « manuscrit perdu » de L'Ickabog. Rowling a apporté quelques ajustements à son script original après les commentaires de ses enfants.
J. K. Rowling a annoncé qu'elle allait publier le livre en ligne en 34 livraisons quotidiennes gratuites en ligne de deux ou trois chapitres par jour, entre le 26 mai et le 10 juillet 2020. Elle a déclaré : « J'ai décidé de publier gratuitement L'Ickabog en ligne, afin que les enfants pendant le confinement, ou même ceux qui retournent à l'école pendant ces périodes étranges et troublantes, puissent le lire ou le leur faire lire. » Les deux premiers chapitres ont été publiés le 26 mai 2020, les chapitres trois à cinq le 27 mai 2020. Au cours des premières 24 heures, le site web Ickabog a enregistré plus de 5 millions de vues dans 50 pays.
L'Ickabog est publié sous forme de livre papier, livre électronique et livre audio en novembre 2020. Traduit en français par Clémentine Beauvais, le livre papier paraît le 3 décembre aux éditions Gallimard, après la réouverture des librairies,. 
J. K. Rowling a déclaré qu'elle reverserait ses droits d'auteur à une œuvre de bienfaisance. Elle a organisé un concours d'illustrations pour les résidents des pays sélectionnés, avec des idées d'images nécessaires pour chaque chapitre du livre. Les meilleures illustrations sont incluses dans le livre publié,.

## Accueil
The Daily Telegraph l'a noté 3 étoiles sur 5 : « un conte de fées amusant mais léger qui n'a pas la magie de Harry Potter ». The Scotsman l'a évalué positivement : « Le nouveau roman de JK Rowling, The Ickabog, tient ses lecteurs en haleine ». The Times l'a évalué positivement : « un cake et un monstre, c'est l'évasion dont nous avons tous besoin », et l'a évalué 5 étoiles sur 5.